# 哈姆扎·阿里·哈特贝之死
哈姆扎·阿里·哈特贝（阿拉伯语：‎），（1997年10月24日－2011年5月25日）是一名13岁叙利亚男孩，叙利亚内战民间起义阶段在德拉被叙利亚政府羁押致死。2011年4月29日，他在一次抗议中被拘留。2011年5月25日，他的尸体被送到了他的家里，有严重瘀伤、烧伤痕迹、三处枪伤和生殖器被切断。哈姆扎的家人向记者和活动家分发了他的尸体的照片和视频。受到视频和图片的震撼，成千上万的人在网上和街头抗议活动中表示对哈姆扎的支持。

## 背景
哈姆扎和他的父母住在德拉省的吉萨村。他喜欢看着他的鸽子归巢时飞过他家屋顶，因为干旱让他无法享受游泳。他有慷慨的名声。“他经常向他的父母要钱给穷人，我记得有一次他要给一个穷人100敘利亞鎊（2美元），他的家人说这太多了，但是哈姆扎说：‘我有床和食物，而那个家伙什么都没有。’他说服了他的父母给了那个穷人100元。”他的表亲戚告诉半岛电视台。

## 酷刑
半岛电视台报道，根据一位不愿透露姓名的亲戚表示，哈姆扎对政治不感兴趣，但是在2011年4月29日，他与家人一道参加了打破围攻德拉的示威游行。“每个人似乎都要去参加抗议，所以他也去了。”哈姆扎的亲戚说，哈姆扎与朋友、家人从他们居住的吉萨村朝西北的赛达走了12公里，几乎在抗议者快抵达赛达的时候，枪击开始了。哈姆扎的亲戚说：“有人被打死或打伤，一些人被逮捕，场面变得混乱，我们不知道哈姆扎发生了什么事，只是他不见了。”有消息说，哈姆扎是被空军情报局拘留的51名抗议者中的一个，据被拘留者说，空军情报局以严厉酷刑闻名。

## 被害

在哈姆扎被关押一个月后，叙利亚政府返还了哈姆扎的尸体给他的家人，哈姆扎的家人拍摄了视频记录各种伤口，这是视频的截图。

在他死后几天拍摄的一段视频中可以看到，他身体上有多处受伤，包括骨折、枪伤、烧伤和残缺的生殖器。
《环球邮报》总结：“他的下巴与两个膝盖被打碎，他的肌肉被烟头烫伤，他的阴茎被切断。其他的伤似乎与电击设备的使用和被电缆鞭打相一致。”
半岛电视台播放了哈姆扎尸体的视频后，引起了网上和叙利亚抗议者广泛的愤怒。
针对半岛电视台的报道，叙利亚医学协会主席阿克拉姆·沙尔博士否认哈姆扎遭到酷刑。沙尔说，他监督大马士革的尸体解剖，这个男孩没有任何受到折磨的迹象。他还声称，哈姆扎已经在德拉骚乱中被枪杀，所有的毁容迹象都是腐烂的迹象。

## 强烈的抗议与反击

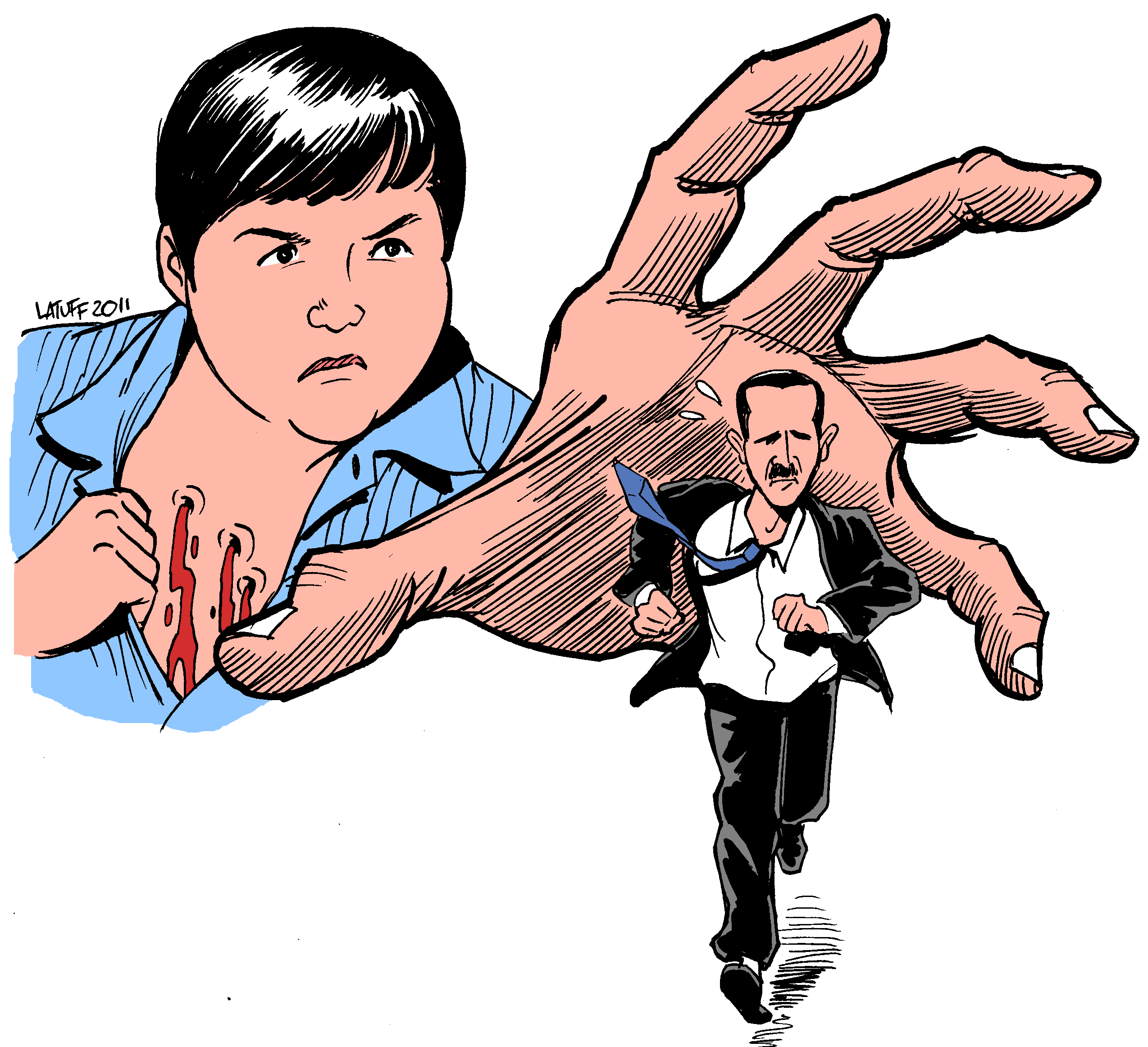
卡洛斯·拉特福绘制的哈姆扎·阿里·哈特贝追捕巴沙尔·阿萨德。

哈姆扎的名字成为示威者的一个口号。2011年5月，一个纪念哈姆扎的Facebook页面上有超过105,000人的追随者（followers）。按照中东的示威者称呼星期五为“愤怒日”的模式，当时的星期六在叙利亚被称为“哈姆扎日”。
2011年5月31日，美国国务卿希拉里·克林顿将哈姆扎的死亡视为叙利亚起义的一个转折点，表明它“象征着对于许多叙利亚人来说……叙利亚政府倾听本国人民的努力的彻底失败。”
2012年3月14日，《卫报》披露了巴沙尔·阿萨德妻子阿斯玛·阿萨德和她的父亲法瓦兹·阿克拉兹之间的3,000封电子邮件。阿克拉兹通过发送电子邮件给巴沙尔·阿萨德，指示他回应关于孩子受到酷刑的指控，此事在叙利亚被贬为“英国宣传”。